# LMFAO
LMFAO fue un dúo musical estadounidense formado en 2006 por Stefan Kendal Gordy «Redfoo» y Skyler Austen Gordy «Sky Blu» en Los Ángeles, California. Ambos son descendientes de Berry Gordy, fundador de Motown Records.
El grupo comenzó su actividad en 2006 con actuaciones en discotecas y programas de radio, y en 2008 firmó un contrato con Interscope Records para publicar su primer álbum, Party Rock. En 2010 participaron en la canción Gettin' Over You de David Guetta y en 2011 publicaron su segundo disco, Sorry for Party Rocking. Sus canciones de mayor éxito han sido Party Rock Anthem (tercer sencillo más vendido de 2011) y Sexy and I Know It, las cuales llegaron al primer puesto de la lista Billboard Hot 100. Además de por su estilo musical, LMFAO destacó tanto por su llamativa estética como por su sentido del espectáculo.
LMFAO anunció su separación en 2012 para emprender proyectos por separado.

## Historia

### Inicios de LMFAO (2006-2010)
LMFAO fue un dúo formado por Redfoo (Stefan Kendal Gordy) y Sky Blu (Skyler Austen Gordy), hijo y sobrino nieto, respectivamente, del productor musical Berry Gordy (Motown). El nombre del grupo es un acrónimo de la expresión coloquial de internet «Laughing My Fucking Ass Off», cuya traducción literal es «partirse el puto culo de risa».
Su carrera comenzó en 2006 dentro de la escena electro house de Los Ángeles, en aquella época liderada por los DJs Steve Aoki y Adam Goldstein, donde se hicieron un hueco gracias a sus espectáculos y a sus apariciones en programas de radio. A través de will.i.am, miembro de The Black Eyed Peas y amigo de Redfoo, LMFAO pudo presentar una maqueta a la discográfica Interscope Records, que autorizó el lanzamiento de un EP bajo el sello will.i.am Music Group para comprobar su impacto comercial.
El 1 de julio de 2008 se publicó Party Rock en iTunes, mientras que el disco completo salió a la venta el 7 de julio de 2009. El primer sencillo I'm in Miami Bitch entró en la lista Billboard Hot 100 en la primera semana, y otras de sus canciones comenzaron a sonar en programas de televisión Jersey Shore y The Real World, ambos de la MTV. La crítica musical de Los Angeles Times definió el estilo de LMFAO como «14 odas a la vida nocturna intercambiables», siendo considerados unos precursores del electro hop y la música electrónica de baile (EDM).
En 2010, LMFAO hizo una colaboración en la canción Gettin' Over You de David Guetta, que se convirtió en un éxito de ventas al alcanzar el número 1 en Reino Unido y Francia. Al mismo tiempo había publicado remixes de otros artistas como Katy Perry (Hot N Cold), Lady Gaga (LoveGame), The Black Eyed Peas (Boom Boom Pow) y Fergie (Clumsy).

### Sorry for Party Rocking(2010-2013)
A raíz del éxito de Gettin' Over You, LMFAO preparó su segundo álbum de estudio con will.i.am como productor ejecutivo y la colaboración de Benny Benassi, Calvin Harris y Busta Rhymes en varios temas. El 25 de enero de 2011 se publicó el primer sencillo Party Rock Anthem, que alcanzó el número 1 en la lista Billboard Hot 100, vendió más de 8,1 millones de copias solo en Estados Unidos y supuso el mayor éxito internacional del dúo hasta la fecha. Con un total de 9,7 millones a nivel mundial, Party Rock Anthem fue la tercera canción más descargada de 2011. Si se suma impacto mediático, fue la segunda más oída por detrás de Rolling in the Deep según Mediatraffic.

El siguiente adelanto, Champagne Showers, tuvo menor repercusión pero llegó hasta el número 4 de la lista semanal Hot Dance Club Songs.

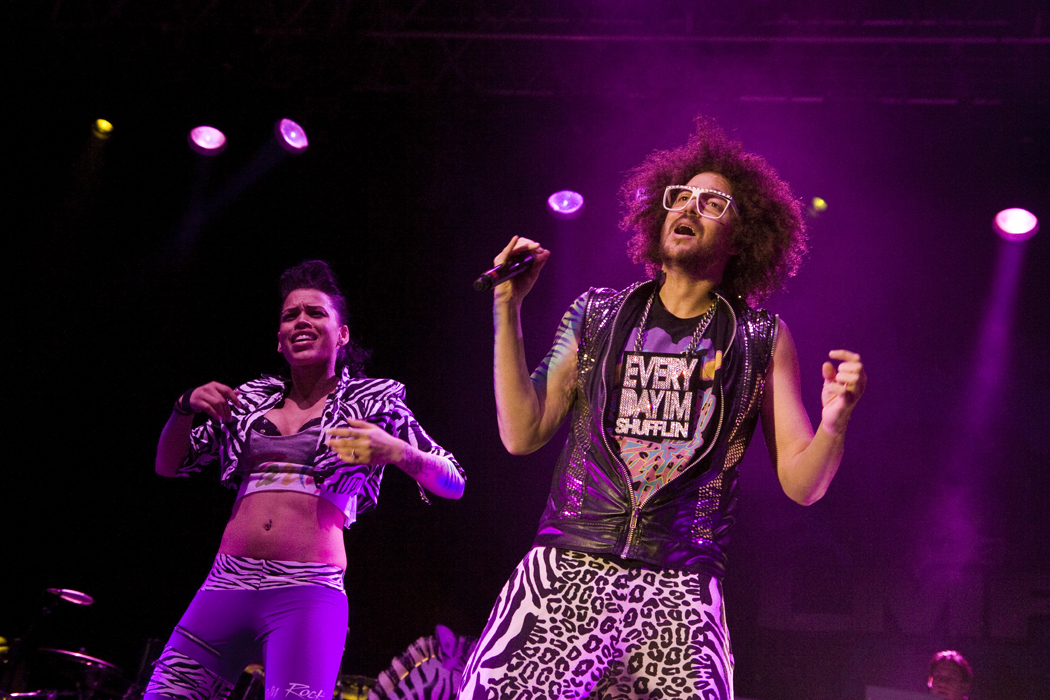
Redfoo en el concierto de LMFAO en Barcelona (2012).

El álbum Sorry for Party Rocking salió a la venta finalmente el 21 de junio de 2011 y se vendieron más de 500.000 copias solo en Estados Unidos. No obstante, el tercer sencillo Sexy and I Know It, publicado el 16 de septiembre, funcionó mucho mejor con más de 6,4 millones de descargas de pago. A pesar del éxito comercial de LMFAO, la crítica musical se mostró dividida ante el disco: mientras NME y Rolling Stone le otorgaron valoraciones negativas por la vulgaridad de las letras y el estilo musical, AllMusic le concedió un aprobado al considerarlo simplemente «música para salir de fiesta».
LMFAO inició en verano una serie de grandes conciertos que les llevó a actuar en el Isle of MTV de Malta. Además, fueron teloneros de Kesha durante su gira Get Sleazy Tour. La culminación de este éxito fue su participación en el espectáculo del descanso de la Super Bowl XLVI, protagonizado por Madonna, con sus dos canciones más comerciales: Party Rock Anthem y Sexy and I Know It. LMFAO también teloneó a Madonna en Londres durante la gira The MDNA Tour e hizo un remix de Give Me All Your Luvin'.
Desde el 16 de febrero hasta el 13 de noviembre, LMFAO emprendió su primera gira internacional, el Sorry for Party Rocking Tour, con 84 conciertos en los cinco continentes. Esa gira supuso también su despedida: el 21 de septiembre de 2012, LMFAO publicó un comunicado oficial en el que confirmaba su separación para emprender proyectos por separado.

### Conflictos posteriores
En 2016 Sky Blu publicó en su Facebook que Redfoo había conseguido judicialmente el 100% de las regalías de derechos de autor de LMFAO, cuando originalmente era a partes iguales (el 50% para cada uno). Además confesó que cuando en la gira de 2011 sufrió un accidente en el que se hizo daño en la espalda, el cual le dejó fuera de gran parte de la gira, Redfoo ni se preocupaba por el estado de salud de Sky Blu. Por todo esto, Sky Blu llegó a decir que por desgracia LMFAO nunca volverá.

## Discografía

### Álbumes
| Título                  | Detalles | Posiciones en lista | Posiciones en lista | Certificaciones              |
| Título                  | Detalles | EE. UU.             | EE. UU. Dance       | Certificaciones              |
| ----------------------- | --- | ------------------- | ------------------- | ---------------------------- |
| Party Rock              | - Fecha de lanzamiento: 7 de julio de 2009 - Discográfica: Interscope Records, Kon Live Distribution - Formatos: CD, Descarga  | 33                  | 2                   | - CAN: 3x +500.000           |
| Sorry for Party Rocking | - Fecha de lanzamiento: 21 de junio de 2011 - Discográfica: Interscope Records, Kon Live Distribution - Formatos: CD, Descarga | 5                   | 2                   | - AUS: 2x - CAN: 2x - EE.UU: |

### Sencillos
| Año  | Título                                              | Mejor posición en listas | Mejor posición en listas | Mejor posición en listas | Mejor posición en listas | Mejor posición en listas | Mejor posición en listas | Mejor posición en listas | Mejor posición en listas | Mejor posición en listas | Mejor posición en listas | Mejor posición en listas | Certificaciones | Álbum                   |
| Año  | Título                                              | EE. UU                   | AUS                      | CAN                      | FRA                      | ALE                      | IRL                      | HOL                      | NZ                       | SUI                      | ESP                      | R.U.                     | Certificaciones | Álbum                   |
| ---- | --------------------------------------------------- | ------------------------ | ------------------------ | ------------------------ | ------------------------ | ------------------------ | ------------------------ | ------------------------ | ------------------------ | ------------------------ | ------------------------ | ------------------------ | --- | ----------------------- |
| 2008 | «I'm in Miami Trick»                                | 51                       | 27                       | 37                       | —                        | —                        | —                        | 30                       | —                        | —                        | —                        | 86                       | - AUS: Oro - CAN: Platino                                                                                                   | Party Rock              |
| 2009 | «La La La»                                          | 55                       | —                        | —                        | —                        | —                        | —                        | —                        | —                        | —                        | —                        | —                        | | Party Rock              |
| 2009 | «Shots» (con Lil Jon)                               | 68                       | 77                       | 53                       | —                        | —                        | —                        | —                        | —                        | —                        | —                        | —                        | - CAN: Platino | Party Rock              |
| 2009 | «Yes»                                               | —                        | —                        | 64                       | —                        | —                        | —                        | —                        | —                        | —                        | —                        | —                        | - CAN: Oro | Party Rock              |
| 2011 | «Party Rock Anthem» (con Lauren Bennett & GoonRock) | 1                        | 1                        | 1                        | 1                        | 1                        | 1                        | 9                        | 1                        | 1                        | 7                        | 1                        | - EE. UU.: 7× Platino - AUS: 12× Platino - CAN: 6× Platino - ALE: Platino - FRA: Platino - NZ: 4× Platino - SUI: 3× Platino | Sorry for Party Rocking |
| 2011 | «Champagne Showers» (con Natalia Kills)             | —                        | 9                        | 53                       | 12                       | 41                       | 15                       | —                        | 8                        | 56                       | —                        | 32                       | - AUS: 3× Platino - CAN: Oro - SUI: Oro                                                                                     | Sorry for Party Rocking |
| 2011 | «Sexy and I Know It»                                | 1                        | 1                        | 1                        | 3                        | 8                        | 4                        | 8                        | 1                        | 7                        | 4                        | 5                        | - AUS: 9× Platino - ALE: Oro - CAN: 2× Platino - EE. UU.: 5× Platino - NZ: Oro - SUI: 2× Platino                            | Sorry for Party Rocking |
| 2011 | «Sorry for Party Rocking»                           | 49                       | 32                       | 31                       | 16                       | —                        | 76                       | 35                       | 27                       | 43                       | 48                       | 23                       | - EE. UU.: Oro - AUS: Platino - SUI: Oro                                                                                    | Sorry for Party Rocking |

Nota: "—" indica que no entraron en listas

### Colaboraciones en sencillos
| Año                                    | Sencillos                                                           | Posiciones en lista | Posiciones en lista | Posiciones en lista | Posiciones en lista | Posiciones en lista | Posiciones en lista | Posiciones en lista | Posiciones en lista | Posiciones en lista | Posiciones en lista | Certificaciones                                          | Álbum                |
| Año                                    | Sencillos                                                           | EE. UU.             | US Pop              | BEL (Fla)           | BEL (Val)           | CAN                 | AUS                 | SUE                 | NZ                  | R.U.                | ESP                 | Certificaciones                                          | Álbum                |
| -------------------------------------- | ------------------------------------------------------------------- | ------------------- | ------------------- | ------------------- | ------------------- | ------------------- | ------------------- | ------------------- | ------------------- | ------------------- | ------------------- | -------------------------------------------------------- | -------------------- |
| 2008                                   | «Shooting Star» (David Rush con Kevin Rudolf, LMFAO & Pitbull)      | —                   | 33                  | —                   | —                   | 66                  | —                   | —                   | —                   | —                   | —                   |                                                          | Feel the Rush Vol. 1 |
| 2010                                   | «Outta Your Mind» (Lil Jon con LMFAO)                               | 84                  | —                   | —                   | —                   | 95                  | 92                  | —                   | —                   | —                   | —                   |                                                          | Crunk Rock           |
| 2010                                   | «Gettin' Over You» (David Guetta & Chris Willis con Fergie & LMFAO) | 31                  | 22                  | 18                  | 12                  | 12                  | 5                   | 28                  | 3                   | 1                   | 10                  | - AUS: 2× Platino - ALE: Oro - NZ: Platino - R.U.: Plata | One More Love        |
| 2012                                   | «Livin' My Love» (Steve Aoki con LMFAO & Nervo)                     | —                   | —                   | —                   | —                   | 68                  | —                   | —                   | —                   | —                   | —                   |                                                          | Wonderland           |
| 2012                                   | «Drink» (Lil Jon con LMFAO)                                         | 102                 | —                   | —                   | —                   | —                   | 42                  | —                   | —                   | —                   | —                   |                                                          | Party Animal         |
| "—" indica que no ingresaron en listas |                                                                     |                     |                     |                     |                     |                     |                     |                     |                     |                     |                     |                                                          |                      |

### Otros sencillos
| Año  | Título                                                                      | Mejor posición en listas | Mejor posición en listas | Mejor posición en listas | Mejor posición en listas | Álbum               |
| Año  | Título                                                                      | BEL (Fla)                | BEL (Val)                | HOL                      | R.U.                     | Álbum               |
| ---- | --------------------------------------------------------------------------- | ------------------------ | ------------------------ | ------------------------ | ------------------------ | ------------------- |
| 2009 | «Let the Bass Kick in Miami Girl» (Chuckie & LMFAO)                         | 17                       | 38                       | 17                       | 9                        | The Best of Chuckie |
| 2012 | «Give Me All Your Lovin' (Party Rock Remix)» (Madonna, Nicki Minaj & LMFAO) | 35                       | 33                       | —                        | 37                       | MDNA                |

### Remixes
2008:
- "Paranoid" de Kanye West
- "Love Lockdown" de Kanye West

2009:
- "Falling Down" de Space Cowboy & Chelsea Korka
- "Shooting Star" de David Rush (aka Young Boss) featuring Kevin Rudolf, LMFAO y Pitbull
- "Boom Boom Pow" de The Black Eyed Peas
- "Hot N Cold" de Katy Perry
- "LoveGame" de Lady Gaga
- "Clumsy" de Fergie

2010:
- "Part of Me" de Chris Cornell
- "Let's Get Crazy" de Cassie featuring Akon
- "Get U Home" de Shwayze
- "I'm in the House" de Steve Aoki featuring Zuper Blahq
- "Release Me" (Remix Feat. LMFAO) de Agnes
- "We Came Here to Party" featuring Goon Rock
- "Billionaire" de Travie McCoy featuring Bruno Mars y Gucci Mane
- "Ghostbusters" (Bustin' Makes Me Feel Good) de Ray Parker Jr.

2012:
- "Give Me All Your Luvin' (Party Rock Remix)" de Madonna con LMFAO, Nicki Minaj y M.I.A.
- "Live My Life" (Party Rock Remix) de Far East Movement con Justin Bieber & RedFoo
- "Scream"  (Party Rock Remix) de Usher con LMFAO & Lil Wayne

## Giras
Como artistas principales
- Sorry For Party Rocking Tour (2012)

Como artistas soporte
- Kesha – Get Sleazy Tour (Reino Unido, Norteamérica-por 3 fechas) (2011)
- Madonna – The MDNA Tour Europa. (2012)